# Anupam Kher
Anupam Kher (hindi अनुपम खेर; ur. 7 marca 1955, w mieście Shimla, Indie) – indyjski aktor występujący w filmach w języku hindi. Zagrał w 274 filmach bollywoodzkich. Jest też reżyserem filmu Om Jai Jagadish i producentem (Maine Gandhi Ko Nahin Mara 2005). Jego żoną jest aktorka bollywoodzka Kirron Kher znana m.in. z Devdas czy Nigdy nie mów żegnaj. Wyznanie – hinduizm.
W 2004 został odznaczony Orderem Padma Shri.

## Filmografia
- Apmaan (1982)
- Saaransh (1984) – Nagroda Filmfare dla Najlepszego Aktora
- Utsav (The Festival) (1984)
- Arjun (1985)
- Karma (1986)
- Zakhmi Aurat (1988)
- Tezaab (1988)
- Vijay (1988) – Nagroda Filmfare dla Najlepszego Aktora Drugoplanowego
- Tridev (1989)
- Ram Lakhan (1989) – Nagroda Filmfare dla Najlepszego Aktora Komediowego
- Parinda (1989)
- Daddy (1989) – Nagroda Filmfare Krytyków dla Najlepszego Aktora
- Chandni (1989)
- Chaalbaaz (1989)
- Dil (1990)
- Saudagar (1991)
- Chwile (1991) – Nagroda Filmfare dla Najlepszego Aktora Komediowego
- Hum (1991)
- Dil Hai Ki Manta Nahin (1991) – nominacja do Nagrody Filmfare dla Najlepszego Aktora Komediowego
- Khel (1992) – Nagroda Filmfare dla Najlepszego Aktora Komediowego
- Shola aur Shabnam (1992)
- 1942: A Love Story (1993) – Nagroda Star Screen dla Najlepszego Aktora Drugoplanowego
- Strach (1993) – Nagroda Filmfare dla Najlepszego Aktora Komediowego
- Hum Aapke Hain Koun (1994)
- Żona dla zuchwałych (1995) – Nagroda Filmfare dla Najlepszego Aktora Komediowego
- Chaahat (1996)
- Gudgudee (1997)
- Coś się dzieje (1998)
- Haseena Maan Jayegi (1999) – Nagroda Filmfare dla Najlepszego Aktora Komediowego
- Miłość żyje wiecznie (2000)
- Kya Kehna (2000)
- Kaho Naa... Pyaar Hai (2000)
- Ghaath (2000)
- Refugee (2000)
- Podkręć jak Beckham (2002) (angielski)
- Duma i uprzedzenie (2004) (angielski)
- Veer-Zaara (2004)
- ER (2004)
- Kyaa Kool Hai Hum (2005)
- Maine Gandhi Ko Nahin Mara (2005) – Nagroda dla Najlepszego Aktora na Festiwalu Filmowym w Karaczi
- Magia zmysłów (2005)
- Main Aisa Hi Hoon (2005)
- Sekret (2005)
- Sarkar (2005)
- Kolor szafranu (2006)
- Shaadi Se Pehle (2006)
- Cicho sza! (2006)
- Khosla Ka Ghosla (2006)
- Zakochać się jeszcze raz (2006)
- Poślubiona (2006)
- Apna Sapna Money Money (2006)
- Shakalaka Boom Boom (2007)
- Podróż kobiety (2007)
- Victoria No. 203 (2007) (w produkcji)
- Ostrożnie, pożądanie (2007)
- God Tussi Great Ho (2007) (w produkcji)
- Bhopal Movie (2008) (w produkcji)
- The Other End of the Line (2008) (zapowiedziany)
- Poznasz przystojnego bruneta (You Will Meet a Tall Dark Stranger, 2010)